# BREATHLESS (高橋克典のアルバム)
『BREATHLESS』（ブレスレス）は1993年2月25日に発売された高橋克典の1枚目のアルバム。デビュー・シングル「抱きしめたい」と同時発売。

## 批評
『CDジャーナル』は「サウンドにしてはナルシスティックな世界があるところが特徴的。スローからハードまで、声質が一定してないのは面白い」と評する一方、「ヘヴィ・メタルに仕上がった「SPIRAL STEPS」だけはどうしても違和感」という厳しい評価も出た。

## 収録曲
全曲編曲：佐藤宣彦（特記以外）
1. 抱きしめたい
作詞・作曲：高橋克典
2. I'LL BE THE ONE WHO WON'T
作詞・作曲：Johnny Colla・Chris Hayes・Huey Lewis（日本語詞：田村直美）
編曲：松浦晃久
3. SPIRAL STEPS
作詞：高橋克典　作曲：佐藤宣彦
4. MELODY
作詞：有森聡美　作曲：高橋克典・佐藤宣彦
5. NOWHERE TO RETURN
作詞：高橋克典　作曲：佐藤宣彦
6. 熱風
作詞：有森聡美　作曲：高橋克典・佐藤宣彦
7. Revolution Game
作詞：田村直美　作曲：高橋克典・佐藤宣彦
8. スローダンスは夢の中で
作詞：田村直美　作曲：高橋克典
9. 夜におちても
作詞：高橋克典・浮羽ひろみ　作曲：佐藤宣彦
10. Jerrybeans
作詞：高橋克典　作曲：高橋克典・佐藤宣彦
11. IN MY HEART
作詞：高橋克典　作曲：佐藤宣彦

## レコーディング参加
- 神長弘一 - ギター
- 関雅夫 - ベース
- 小森啓資 - ドラム
- 松浦晃久 - キーボード
- 佐藤宣彦 - コーラス
- 松葉美穂 - コーラス
- 山本拓夫 - サックス
- 村田陽一 - トロンボーン
- 鷹羽仁 - ディレクター